# Cerro Campanario (Bolivien)
Cerro Campanario ist ein Berggipfel im Kanton Camacho im Municipio Padcaya in der Provinz Aniceto Arce im südlichen Teil des südamerikanischen Andenstaates Bolivien.
Der Cerro Campanario ist der höchste Gipfel in der Cordillera de Sama, dem südlichsten Gebirgszug der Cordillera Central in Bolivien, mit einer Höhe von 4682 m. Er liegt im südwestlichen Teil der Cordillera de Sama, im Westen schließt sich die Pampa de Tajzara mit den Seen Laguna Grande und Laguna Tajzara an den Höhenrücken an. Der Berg liegt im Departamento Tarija, fünfundzwanzig Kilometer nördlich der Grenze zu Argentinien und fünfundvierzig Kilometer südwestlich von Tarija, der Hauptstadt des Departamentos. Die nächstgelegene nennenswerte Ortschaft in einer Entfernung von neun Kilometern in nordwestlicher Richtung ist Copacabana mit 49 Einwohnern (Volkszählung 2012) im Kanton Copacabana, drei Kilometer südlich der Laguna Grande gelegen. 